# نحن لسنا ملائكة (فلم 1955)
نحن لسنا ملائكة (بالإنجليزية: We're No Angels) فيلم كوميدي أمريكي انتج عام 1955 من إخراج مايكل كورتيز وبطولة همفري بوغارت.

## القصة
مجموعة سجناء يفرون من السجن في جزيرة الشيطان قبل احتفالات عيد الميلاد.

## روابط خارجية
- مقالات تستعمل روابط فنية بلا صلة مع ويكي بيانات